# Candy Bar
Candy Bar fue un bar lésbico que tenía su sede en Carlisle Street en el barrio del Soho en Londres.  Fue inaugurado en 1996 por Kim Lucas, quien decoró el interior de color rosa.  A los hombres se les permitía entrar al bar si iban acompañados de una mujer.
En 2011, Lucas vendió el bar a Gary Henshaw, propietario de la cadena Ku de bares gay de Londres. La nueva dirección incorporada por Henshaw atenuó la decoración rosa brillante. El bar apareció en una serie documental de seis partes de Channel 5 llamada Candy Bar Girls.
El bar cerró en enero de 2014 por un aumento de los alquileres.